# Planeta Proibido
Forbidden Planet (bra: Planeta Proibido; prt: Planeta Proibido, ou O Planeta Proibido) é um filme americano, do ano de 1956, do gênero ficção científica, dirigido por Fred McLeod Wilcox.
O roteiro, vagamente inspirado na peça A tempestade, de Shakespeare, depois foi adaptado para a literatura por W.J. Stuart. Além dos excelentes efeitos especiais, o filme traz um dos mais famosos e influentes personagens de ficção científica da história do cinema internacional: Robby, o Robô (que apareceria em outro filme, The Invisible Boy e em episódios de The Twilight Zone, série que utilizou diversos acessórios e objetos feitos pela MGM para o filme). 
Também serviu de inspiração para a futura série Star Trek, conforme contou Gene Roddenberry em sua autobiografia.

## Sinopse

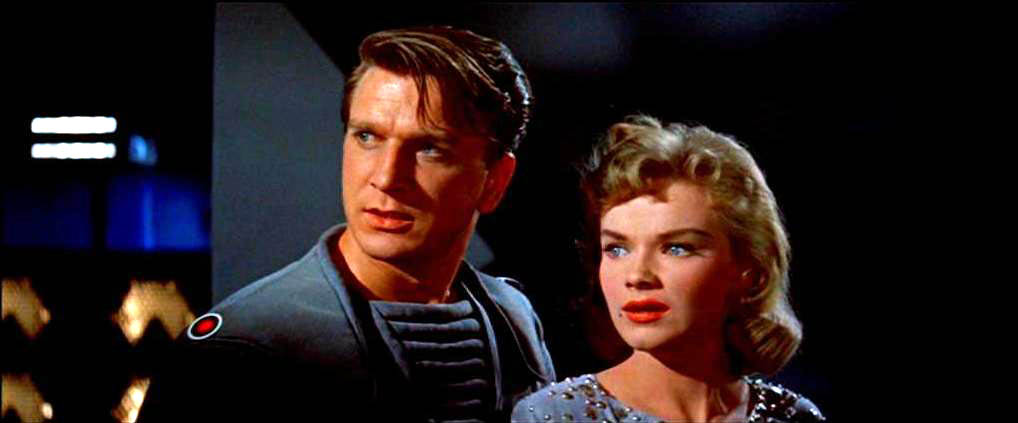
Leslie Nielsen em cena com Anne Francis

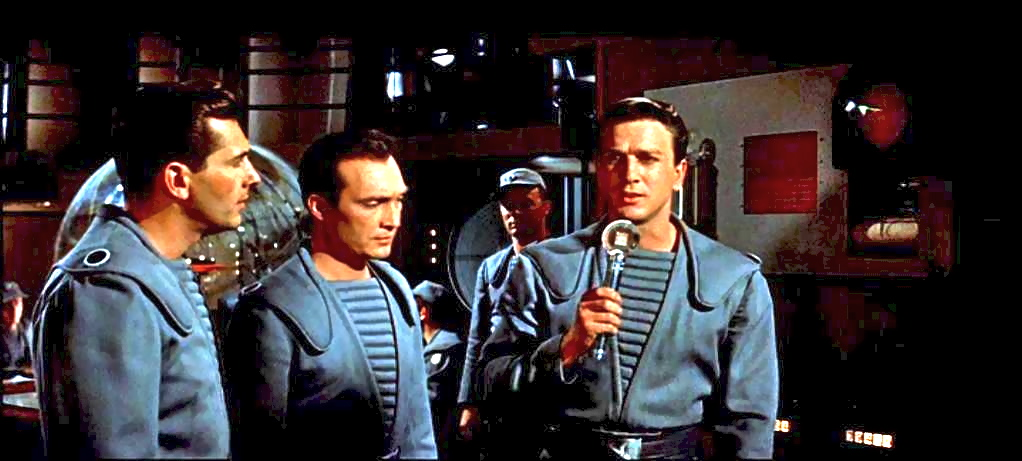
Outra cena do filme

Em 2200, a nave United Planets Cruiser C-57D é enviada ao planeta Altair IV, no sistema estelar da estrela Altair, a 16 anos-luz da Terra, para descobrir o que teria acontecido com a expedição Belerofonte (nome do mítico herói grego que derrotou o monstro Quimera), que partira 20 anos antes. Quando pousam no estranho planeta, a tripulação logo detecta um imenso poder em volta da nave.
Em seguida conseguem contatar pelo rádio o Dr. Edward Morbius (que corresponde a Próspero da peça clássica), o psicólogo da expedição perdida, que envia seu servo robô Robby para conduzir o capitão da nave, o primeiro oficial e o médico da tripulação para a sua morada. Morbius explica que após 1 ano da chegada, uma força desconhecida vaporizou os membros da expedição, só restando ele, sua filha e sua esposa (que morreu de causas naturais). Morbius entrou em contato com a avançada tecnologia deixada por seres que habitaram o planeta no passado (chamados de Krell), incluindo Robby e o sistema de segurança que protege a morada do cientista. Ele pede ao comandante e sua tripulação que deixem o planeta, com receio de que eles sofram o mesmo destino que vitimara seus antigos companheiros. Mas o comandante está determinado a enfrentar o perigo desconhecido e mortal que os ronda.

## Elenco
| Nome             | Personagem               |
| ---------------- | ------------------------ |
| Walter Pidgeon   | Dr. Edward Morbius       |
| Anne Francis     | Altaira 'Alta' Morbius   |
| Leslie Nielsen   | Commander J. J. Adams    |
| Warren Stevens   | Tenente Ostrow           |
| Jack Kelly       | Tenente Jerry Farman     |
| Richard Anderson | Chefe Quinn              |
| Earl Holliman    | Cozinheiro               |
| Frankie Darro    | Robby                    |
| George Wallace   | Bosun                    |
| Robert Dix       | Grey                     |
| Jimmy Thompson   | Youngerford              |
| James Drury      | Strong                   |
| Harry Harvey Jr. | Randall                  |
| Roger McGee      | Lindstrom                |
| Peter Miller     | Moran                    |
| Morgan Jones     | Nichols                  |
| Richard Grant    | Silvers                  |
| James Best       | Tripulante não creditado |
| William Boyett   | Tripulante não creditado |
| Marvin Miller    | Voz do robô              |
| Les Tremayne     | Narrador                 |

## Premiações
- Indicado

Academy Awards
Categoria Melhores Efeitos Especiais A. Arnold Gillespie, Irving G. Ries e Wesley C. Miller
Academy of Science Fiction, Fantasy & Horror Films
Categoria Melhor Lançamento de Cinema Classico em DVD